# 6595 Munizbarreto
A 6595 Munizbarreto (ideiglenes jelöléssel 1987 QZ1) a Naprendszer kisbolygóövében található aszteroida. Eric Walter Elst fedezte fel 1987. augusztus 21-én.